# Andoa
L'andoa (ou shimigae) est une langue amérindienne de la famille des langues zaparoanes parlée en Amazonie péruvienne, dans la région de Loreto.

## Classification
L'andoa était parlé dans la région du Río Pastaza, un affluent du Marañón. Il appartenait à la famille des langues zaparoanes.
La langue qui comptait seulement 5 locuteurs en 1975, est éteinte. Les Andoas parlent désormais le quechua de Pastaza.

## Vocabulaire
Bien qu'éteint, l'andoa nous est connu par des vocabulaires, notamment celui publié par Tessmann (1930).
Exemples du vocabulaire de l'andoa recueilli par Tessmann :
| français | Tessman  |
| -------- | -------- |
| œil      | nemiž    |
| dent     | kixá     |
| eau      | mowáka   |
| blanc    | makúšini |
| maison   | dahápu   |